# Privatanklagedelikt
Als Privatanklagedelikte werden im österreichischen und liechtensteinischen Strafrecht strafbare Handlungen bezeichnet, die nicht von der Staatsanwaltschaft, sondern vom Geschädigten selbst gerichtlich verfolgt werden. Insofern stellen Privatanklagedelikte eine Ausnahme vom normalerweise geltenden Offizialprinzip (auch „Grundsatz der Amtswegigkeit“ genannt; § 2 StPO) dar. Eine ähnliche Konstruktion kennt auch das deutsche Strafverfahrensrecht mit der Privatklage.

## Grundsätzliches
Die Bestimmungen über die Privatanklage finden sich im 3. Abschnitt des 4. Hauptstücks der Strafprozessordnung 1975 mit dem Titel Privatankläger und Subsidiarankläger. Grundsätzlich müssen strafbare Handlungen, von denen die Kriminalpolizei oder die Staatsanwaltschaft Kenntnis erlangt (etwa durch eine Strafanzeige), von der Staatsanwaltschaft untersucht und gegebenenfalls zur Anklage gebracht werden. Davon abweichend sieht der Gesetzgeber aber bei bestimmten Delikten, die nicht das öffentliche Interesse berühren, vor, dass es nicht die Aufgabe der Staatsanwaltschaft ist, diese zu verfolgen. In diesen Fällen muss der in seinen Rechten Verletzte (also das Opfer einer Straftat) die Verfolgungshandlungen setzen. Zu diesen Verfolgungshandlungen zählt insbesondere die Einbringung einer Privatanklage (die in ihrer Form einer Anklageschrift zu entsprechen hat) beim zuständigen Gericht.
Im Fall einer Privatanklage kommt es also zu einem Auseinanderfallen des üblicherweise miteinander verbundenen Verfolgungsrechts und des ius puniendi (Recht, Strafen zu verhängen). Während die Verfolgungshandlungen in diesem Fall von einer Privatperson gesetzt werden, bleibt das ius puniendi in der Hand der staatlichen Gerichte. Dem Privatankläger kommen grundsätzlich die gleichen Rechte wie der Staatsanwaltschaft zu. So kann der Privatankläger etwa bei Gericht die zur Sicherung von Beweisen oder vermögensrechtlichen Anordnungen erforderlichen Zwangsmaßnahmen beantragen (beispielsweise Sicherstellungen oder Beschlagnahmen). Was der Privatankläger allerdings im Unterschied zur Staatsanwaltschaft nicht kann, ist die Festnahme sowie die Verhängung oder Verlängerung von Untersuchungshaft gegen den Beschuldigten zu beantragen.

## Sonderbestimmungen bei Privatanklage
Zur Privatanklage nicht berechtigt ist das Opfer insbesondere dann, wenn es ausdrücklich darauf verzichtet oder die Begehung der strafbaren Handlung dem Täter bereits verziehen hat. Der Privatankläger muss zwingend bei der Hauptverhandlung anwesend sein. Gegen Jugendliche und Junge Erwachsene, die unter das Jugendgerichtsgesetz 1988 fallen, also in der Regel alle Täter, die eine strafbare Handlung vor ihrem 21. Geburtstag begangen haben, ist eine Privatanklage unzulässig. In diesen Fällen werden Privatanklagedelikte automatisch zu Ermächtigungsdelikten, die die Staatsanwaltschaft mit Ermächtigung des Opfers zu verfolgen hat.
In Liechtenstein gilt nach wie vor für Privatanklagedelikte die ehemals auch in Österreich gültige 6-Wochen-Frist zur Anklageerhebung. Gemäß § 31 der liechtensteinischen Strafprozessordnung muss der in seinen Rechten Verletzte binnen sechs Wochen nachdem Tat und Täter bekannt sind einen Verfolgungsantrag beim zuständigen Fürstlichen Landgericht einbringen, da er ansonsten sein Verfolgungsrecht verliert.

## Beispiele für Privatanklagedelikte
Klassische Beispiele für Privatanklagedelikte sind die Strafbaren Handlungen gegen die Ehre, die im Vierten Abschnitt des Besonderen Teils des Strafgesetzbuchs behandelt werden. Diese Delikte, zu denen die Üble Nachrede, der Vorwurf einer schon abgetanen gerichtlich strafbaren Handlung und die Beleidigung gehören, sind mit wenigen Ausnahmen Privatanklagedelikte. Ausdrücklich kein Privatanklagedelikt, wenngleich zu den strafbaren Handlungen gegen die Ehre zählend, ist die Öffentliche Beleidigung eines verfassungsmäßigen Vertretungskörpers, des Bundesheeres oder einer Behörde.
Eine weitere große Ausnahme stellt die sogenannte Begehung im Familienkreis (§ 166 StGB) dar. Im Rahmen dieser Bestimmung privilegiert der Gesetzgeber zahlreiche Vermögensdelikte, sofern diese zum Nachteil eines nahen Angehörigen begangen werden und macht diese ebenfalls zu Privatanklagedelikten.
Privatanklagedelikte können im Gesetzestext in der Regel an der Wortfolge „[...] nur auf Verlangen des Verletzten zu verfolgen“ erkannt werden, entweder im Paragraphen selbst oder einem zugehörigen, auf das Delikt anzuwendenden. Eine Übersicht über die im Strafgesetzbuch aufgeführten Privatanklagedelikte findet sich folgend:
- Eigenmächtige Heilbehandlung (§ 110 StGB)
- Üble Nachrede (§ 111 StGB)
- Vorwurf einer schon abgetanen gerichtlich strafbaren Handlung (§ 113 StGB)
- Beleidigung (§ 115 StGB)
- Verletzung des Briefgeheimnisses und Unterdrückung von Briefen (§ 118 StGB)
- Verletzung von Berufsgeheimnissen (§ 121 StGB)
- Verletzung eines Geschäfts- oder Betriebsgeheimnisses (§ 122 StGB)
- Auskundschaftung eines Geschäfts- oder Betriebsgeheimnisses (§ 123 StGB)
- Kreditschädigung (§ 152 StGB)
- Zahlreiche Vermögensdelikte wie Sachbeschädigung, Diebstahl, Veruntreuung, Unterschlagung etc., sofern sie im Familienkreis begangen werden (§ 166 StGB)
- Ehetäuschung (§ 193 StGB)
- Partnerschaftstäuschung (§ 193a StGB)

Im Nebenstrafrecht aufgeführte Privatdelikte umfassen hauptsächlich Verletzungen von Immaterialgüterrechten:
- Verletzung von Geschäfts- oder Betriebsgeheimnissen, Mißbrauch anvertrauter Vorlagen (§ 11 und § 12 UWG)
- Verletzung von Gebrauchsmustern (§ 42 GMG)
- Verletzung von Halbleiterschutzrechten (§ 22 HlSchG)
- Verletzung von Markenrechten (§ 60 MSchG)
- Verletzung von Musterrechten (§ 35 MuSchG)
- Verletzung von Patentrechten (§ 159 PatG)
- Verletzung von Sortenschutzrechten (§ 25 SortSchG)